# Makalata didelphoides
Espèce
Synonymes
- Makalata armata (I. Geoffroy, 1830)
- Mesomys didelphoides (Desmarest, 1817)

Statut de conservation UICN

 LC  : Préoccupation mineure
Makalata didelphoides est une espèce de rongeurs de la famille des Echimyidae (qui comprend des rats épineux localisés en Amérique latine).
Cette espèce a été décrite pour la première fois en 1817 par le zoologiste français Anselme Gaëtan Desmarest (1784-1838). 
La classification des populations rassemblés dans ce taxon est encore en discussion. En 2005, Louise Emmons révise la taxinomie des Échimyidés et montre que l'holotype de l'espèce Echimys didelphoides n'est autre qu'un jeune spécimen de Makalata armata et d'autre part, qu'il faut sans doute distinguer plusieurs espèces parmi le groupe des didelphoides. En conséquence, de Makalata didelphoides pourraient être extraites plusieurs espèces distinctes : castanea, guianae, longirostris... et, à l'inverse, Makalata armata devient un simple synonyme.